# Сегалович Ілля Валентинович
Сегалович Ілля Валентинович (рос. Сегалович, Илья Валентинович; 13 вересня 1964 року, Горький — 27 липня 2013 року, Лондон) — російський підприємець, програміст і громадський діяч, один із засновників компанії «Яндекс», технічний директор цієї компанії до дня своєї смерті.

## Біографія
Ілля Сегалович закінчив геофізичний факультет Московського геологорозвідувального інституту (1981—1986). Він був переможцем Всесоюзної олімпіади з математики.
У 1991 році Сегалович, спільно зі своїм однокласником Аркадієм Воложем, увійшов до бізнесу, орієнтованого на створення програм пошуку.
У 1993 році разом з групою програмістів розробив першу версію Яндекса і залишався ключовим менеджером компанії всі роки її роботи. Саме він придумав ім'я пошуковика. Коли у травні 2011 року Яндекс провів IPO, Forbes оцінив капітал Сегаловича у 600 мільйонів доларів.
З 2011 року Сегалович брав участь у протестному русі проти фальсифікації результатів думських виборів. Він відвідував мітинги на проспекті Сахарова і Болотній площі, допомагав опозиції в організації виборів до Координаційної ради.
Разом зі своєю дружиною Марією Ілля Сегалович активно займався благодійністю.
25 липня 2013 року повідомлялося, що Сегалович помер на 49-му році життя від раку шлунка, але згодом надійшло спростування цієї інформації; стало відомо, що він перебуває в комі, підключений до апарату штучного життєзабезпечення. В Лондоні 27 липня 2013 року Сегаловича відключено від апарату..